# Wadim Alexejewitsch Kosin

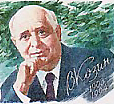
Wadim Kosin

Wadim Alexejewitsch Kosin, russisch Вадим Алексеевич Козин, (* 8. Märzjul. / 21. März 1903greg. in Sankt Petersburg; † 19. Dezember 1994 in Magadan) war ein russischer Sänger (Tenor), Komponist und Lieddichter.
Kosin, Sohn eines Petersburger Händlers und einer musikalisch begabten Romni, wurde in den 1920er Jahren vom Kinosänger zum gefeierten Star. Sein Repertoire umfasste die populären Zigeunerromanzen, Gaunerlieder und neue Lieder sowjetischer Komponisten. Schon bald begann er auch selbst Lieder zu schreiben.
1944 wurde Kosin wegen seiner Homosexualität verhaftet und zu acht Jahren Lagerhaft verurteilt. Er verbüßte die Strafe in Magadan und konnte aber am Theater des Gulags auftreten.